# 須貝茉彩
須貝 茉彩（すがい まあや、1990年10月17日 - ）はジョイスタッフ（JOY STAFF）所属のフリーアナウンサー、リポーター。

## 人物
千葉県出身。身長161cm。2018年3月4日、ラグビー選手の羽野一志と結婚。

## 趣味・特技
吹奏楽（フルート・オーボエ・ピアノ・アコースティックギター）、絶対音感、曲作り、野球観戦、テニス観戦、ゴルフ、ヨガ

## 資格
乗馬ライセンス5級、情報処理技能検定2級、ワープロ検定2級、簿記検定2級、普通自動車免許。

## 現在の出演番組
- 日経モーニングプラスFT（BSテレビ東京　2022年6月3日 - ）金曜日メインキャスター
- BOAT RACEライブ（BSフジ他（全国地上波中継）） キャスター、リポーター
- 早起き日経+FT（BSテレビ東京）MC
- ラグビースピリッツ（J:COM 東京）リポーター
- よじごじDays（テレビ東京、2018年12月20日 - ）中継リポーター

など

## 過去の出演番組
- 東京シティ競馬中継 キャスター、リポーター（2012年4月 - 2014年3月、 東京MXテレビ）
- 南関東地方競馬チャンネル キャスター、リポーター（2012年4月4日 - 2014年3月28日、 スカパー!Ch.678）
- レイソル魂（J:COM (千葉エリア)）リポーター
- チャージ730!（テレビ東京）リポーター
- LOVEかわさき（tvk、2016年4月 - 2022年3月）プレゼンター

など

## CM（コマーシャル）
- ボートレース 2017年8月 -